# Statens pris för informationsspridning
Statens pris för informationsspridning är ett pris som utdelats av Finlands utbildnings- och kulturministerium sedan 1968 till en individ eller grupp som har spridit information om vetenskap, konst eller teknologi på ett förtjänstfullt sätt.
Mellan 1968 och 1972 utsågs pristagarna av facklitteraturpriskommittén. Idag utses vinnarna av priset av Delegationen för informationsspridning. Priset ges främst till böcker, radio- och TV-föreställningar, tidningar och tidskrifter eller andra informationsprodukter som publicerats under föregående år. Antalet mottagare och prisbeloppet bestäms årligen. Även kan en person tilldelas pris för ett förtjänstfullt livsverk inom informationsspridning.
Livsverksprisets storlek var 20 000 euro 2017 och de andra priserna var på 15 000 euro.

## Lista över pristagare

### 1960-talet
1968
- skolråd Yrjö Karilas
- professor Rafael Koskimies
- filosofie doktor Reino Tuokko
- professor Ilmari Hustich

1969
- filosofie doktor Anto Leikola
- filosofie magister Gunnar Mårtenson
- överläkare Martti Paloheimo
- filosofie magister István Rácz

### 1970-talet
1970
- diplomingenjör Pertti Jotuni
- docent Björn Kurtén
- Doktorand Jorma Pohjanpalo
- Professor Heikki Waris

1971
- politices kandidat Pekka Gronow och humanistisk kandidat Ilpo Saunio för verket Äänilevytieto
- arkitekt Vilhelm Helander och arkitektstudent Mikael Sundman för verket Kenen Helsinki
- filosofie doktor Marta Hirn för fotoverket Det Finland som försvinner – Kuvia katoavasta Suomesta
- professorerna Mikko Juva, Vilho Niitemaa och Päiviö Tommila för verket Suomen historian dokumentteja
- politices kandidat Pekka Peltola för verket Tavallisia ihmisiä
- filosofie doktor Pertti Seiskari
- filosofie doktor Hannu Soikkanen för verket Luovutetun Karjalan työväenliikkeen historia
- samhällsvetenskaplig doktor Osmo A. Wiio för verket Yritysdemokratia ja muuttuva organisaatio

1972
- Jaakko Blomberg och Pertti Joenniemi för boken Kaksiteräinen miekka
- Göran von Bonsdorff för boken Europas val av framtid
- Kettil Bruun, Ove Knekt och Kristina Rotkirch för boken Hufvudstadsbladet. Partilös partitidning
- Ilkka och Sesse Koivisto för boken Puusta pudonnut
- Keijo Korhonen för boken Turvallisuuden pettäessä
- Tapani Lausti och Kaj Bärlund för boken Palkat paketissa
- Marja-Leena Mikkola för boken Raskas puuvilla
- Tuomo Polvinen för boken Venäjän vallankumous och Suomi
- Reijo Taro och Urpo Häyrinen för boken Luonnonsuojelu
- Risto Hannula för sitt tidningsarbete
- Elina Karjalainen för sitt journalistiska arbete
- arbetslaget för Yle TV2:s Datuminen kakkonen för sitt televisionsarbete (Risto Heikkilä, Pirjo Isomäki, Tauno Jarva, Matti Karhu, Antero Kekkonen, Leo Lehdistö, Leena Lohtander, Hilda Nikkonen, Marjoriitta Näkki, Erkki Saksa, Seppo Heikki Salonen, Arne Wessberg och Hannu Vilpponen)
- radions ekonomireportrar Juhani Ikonen, Reijo Rajamäki och Esko Seppänen för sitt radioarbete

1973
- Anna Bondestam för boken Åland vintern 1918
- Kettil Bruun för boken Alkoholi: käyttö, vaikutukset ja kontroli
- Lars von Haartman, Olavi Hildén, Pentti Linkola, Paavo Suomalainen och Rauno Tenovuo för boken Pohjolan linnut värikuvin
- arbetslaget för Kansalaisen tietolaari för sitt televisionsarbete
- Pertti Klemola för boken Neste – renki vai isäntä
- arbetslaget för tidskriften Me  för sitt tidskriftsarbete
- Unto Miettinen för sitt radioarbete
- arbetslaget för programmet Nog blir det bra för sitt televisionsarbete
- Tuomas Takala för översättningen av  Bruun: Alkoholi
- Manu Paajanen och Heikki Kekkonen för boken Viljelijän pakkopaita
- Kirsti Penttinen för sitt radioarbete

1974
- Mikko Eränen för boken Siitä huolimatta he elivät
- Saara Finni för boken Pientilan emäntä
- Ulla-Liisa Heino för sitt översättningsarbete
- Ilmari Hustich för boken Världens klyftor och broar
- Mauri Korhonen för boken för boken 100 sientä och dess fotograferier
- Otso Kukkonen för sitt tidningsarbete
- arbetslaget Paavo Helistö, Erkki Pohjola och Ellen Urho för radioserien Musiikin kuntokoulu
- Kimmo Leppo och arbetslaget Kari Poikolainen, Pekka Nuorteva, Hilkka Pietilä, Hannu Vuori, Matthew Verghese, Ismo Virtanen, Arto Niemi och Veli-Pekka Lehto för boken Sairas maailma
- Yrsa Stenius för sitt tidningsarbete
- Seija Wallius-Kokkonen för sitt televisionsarbete
- tidskriften Valokuva, chefredaktören Caj Bremer, redaktionssekreteraren Tuomo Juhani Vuorenmaa och sättaren Markku Tanttu för sitt tidskriftsarbete
- Tauno Vesala för sitt tidningsarbete
- journalisten Pirkko Vallinoja för sitt televisionsarbete

1975
- Ahaa teatteri för sitt upplysningsarbete genom teatern
- Martti Ahti och Carita Backström för sitt radioarbete
- Yleis svenskspråkiga nyhetschef Johan von Bonsdorff, för sitt radioarbete
- Martti Montonen för boken Suomen peura
- Anja Alanne för sitt informationsarbete
- Stig Jaatinen, Paul Fogelberg och Henrik Österholm för boken Skärgård i omvandling
- Aarne Keskitalo för sitt tidningsarbete
- Kaisu Mikkola för sitt tidningsarbete
- Jorma Pilke för sitt radioarbete
- Kyösti Reunanen för sitt tidningsarbete
- Helge Seppälä för boken Itsenäisen Suomen puolustuspolitiikka ja strategia
- Esko Seppänen för boken Oy Suomi – Finland Ab
- Airi Valavuori för sitt TV-översättningsarbete

1976
- Peter von Bagh för boken Elokuvan historia
- Jorma Etto och arbetslaget Esko Ollila, Timo Hannula, Antti Laakso, Juhani Nurmela, Anneli Pukema, Veli Siikala och Jaakko Ylitalo för boken Evakkotaival
- Kalevi Kalemaa sitt folkbildningsarbete
- Matti Klinge för boken Bernadotten ja Leninin välissä
- Egil Nicklin för boken En stadsdels barndom
- Vesa Oittinen för sitt översättningsarbete
- Ilpo Saastamoinen för boken Kitarakirja
- tidskriften Sabmelas, redaktionen Samuli Alkio, Pekka Sammallahti, Helvi Nuorgam-Poutasuo och Sulo Aikio för sitt tidningsarbete
- redaktionen för tidskriften Suomen Luonto,  chefredaktören Teuvo Suominen, redaktionssekreteraren Riitta Jokiranta och taittaja Timo Tanttu, för sitt tidskriftsarbete
- medicine licentiat Ilkka Taipale för sitt långvariga arbete med finskspråkig nyhets- och debattlitteratur
- filosofie magister Hertta Tirranen för sitt arbete med facklitteratur
- professor Reijo Wilenius för sitt arbete inom informationsspridning
- tidskriften Työ Terveys Turvallisuus , chefredaktören Thelma Aro, redaktionssekreterarent Leena Häyrinen och Heikki Niemi, journalisterna Juha-Matti Pelkonen, Matti Tapiainen, Heikki Sillanpää samt sättaren Markku Tanttu

1977
- tidskriften Ajo
- Torsten Bergman
- Harry Elg
- Astrid Gartz
- Elias Härl och Panu Kaila
- Pentti Kirstilä, Erkka Lehtola och Arto Seppälä
- Suoma Lukander
- arbetslaget för programmet Noppa
- Pekka Nuorteva
- arbetslaget bakom programmet Ollaan yhdessä: Kirsti Kivinen, Camilla Mickwitz och Marja-Liisa Hieta (Viinikainen)
- Reino Rinne
- arbetslaget bakom boken Suomen työväenliikkeen historia
- Sakari Virkkunen
- Toivo Vuorela
- Heikki Ylikangas

- Anni Blomqvist och Stig Jaatikainen
- Hannu Hautala
- Tuomo Itkonen
- Kirsti Lagerspetz
- Inkeri Numminen
- arbetslaget bakom tidskriften Pellervo
- Paula Porkka
- Aimo Siltari
- arbetslaget bakom tidskriften Taide
- Sven Willner

1979
- Elokuva- ja televisiokasvatuksen keskus
- tidskriften Horisont
- Jarmo Jääskeläinen
- Paavo Kallio
- Tuomas Keskinen
- Irja Kilpeläinen
- Jari Lappalainen
- redaktionen Juhani Paatela, V. J. Palosuo, Erkki Hänninen, Helena Vauraste och Ritva Leppänen
- Heikki Oja
- Görtha Rannikko och Reima Rannikko
- Johan Ulfvens
- arbetslaget Sirkka Germain, Kari Mattila, Marja-Liisa Polkunen-Gartz, Christina Törnroth

### 1980-talet
1980
- Arvo Ahlroos
- Fader Ambrosius och Markku Haapio
- Matti Huurre
- Gunhardt Kock
- verket Konsten i Finland och dess redaktion
- journalisten Jorma Korhonen
- Anto Leikola
- Mauno Saari
- Elina Suominen
- arbetslaget för tidskriften Ydin

1981
- Ulla-Maija Aaltonen
- Jussi Jyrkämä
- Into Kangas
- Hannu Karpo
- Osmo Kärkkäinen
- Nils Mustelin
- Kalevi Rikkinen
- Anja Penttinen
- Kalle Österlund

1982
- Ulf Gustafsson
- Raimo O. Kojo
- Björn Kurtén
- Knud Möller
- Timo Niiranen
- arbetslaget för tidskriften Nya Åland
- Eero Paloheimo
- Tapani Ruokanen
- Suomen Nuorisopsykiatrinen yhdistys redaktionsgrupp
- Tuomo-Juhani Vuorenmaa och Ismo Kajander

1983
- Christian Ahlström
- Tuulikki Alkio
- Sven Hirn
- Rostislav Holthoer och Heikki Partanen
- Paula Kivinen
- Hannu Klami
- Seppo Kononen
- Martti Kortteinen
- Pekka Kuusi
- Katarina Michelsson och Märta Tikkanen
- Göran Schildt

1984
- Erno Paasilinna
- Aimo Reitala
- Jukka Salo och Martti Soikkeli
- arbetslaget bakom boken Suomen Lintuatlas:  Göran Bergman, Kalevi Hyytiä, Olli Järvinen, Erkki Kellomäki, Jarmo Koistinen, Juhani Lokki, Jörgen Palmgren och Juhani Rinne
- Sakari Toiviainen
- Jyrki Maunula
- Veikko Neuvonen
- Bo Stenström
- programserien Virtasesta Vivaldiksi och dess arbetslag Eevaleena Sariola, Timo Tuuliala och Jukka Louhivuori
- tidskriften Alkoholipolitiikkas författare Jorma Simpura och Matti Virtanen

1985
- Birgitta Boucht, författare, journalist
- Pekka Helo
- Juha-Pekka Hotinen och Pekka Kyrö
- Veikko Huovinen
- Elina Haavio-Mannila, Riitta Jallinoja och Harriet Strandell
- Martti Lindqvist
- Leena Rantanen
- Leif Salmen
- Teuvo Suominen

1986
- Henrik Ekberg
- Risto Hannula
- Eva Isaksson
- Terho Itkonen
- Lasse Kangas
- Raija Mattila
- Jukka Rislakki
- Vesa Saarinen
- Pekka Suhonen
- Finska litteratursällskapet

1987
- Mauri Auvinen
- Ilpo Hakasalo och Peter von Bagh
- Antti Halinen
- radioprogrammet Kultiveeras arbetslag Liisa Akimof, Liisa Rimpiläinen och Anu Valve
- boken Maarianheinä, mesimarja ja timotei och dess arbetslag Sakari Hinneri, Leena Hämet-Ahti, Arto Kurtto, Seppo Vuokko och Samppa Lahdenperä
- Per-Edvin Persson
- arbetslaget bakom boken Saattohoito:  Kirsti Aalto, Pirkko Ekman, Harri Helle och Liisi Suurla
- Seppo Zetterberg

1988
- Max Engman
- Tuomas Keskinen, Kalle Kultala och Matti Lukkari
- Jaakko Kolmonen
- Erkki Salmenhaara
- Pentti Saurola och Juhani Kouvi
- serien Eurooppalaisia puheenvuoroja och dess arbetslag, Max Rand, Pirkko Peltonen-Rognoni, Erkki Raatikainen och Antti-Einari Halonen
- Jali Ruuskanen och Tuula Koukku

1989
- Untamo Eerola
- Päivi Haavisto
- Timo Hyytinen
- Petteri Järvinen
- Riitta Konttinen
- Mervi Naakka-Korhonen och Maiju Keynäs
- När-TV i Närpes
- Tuulikki Ukkola

1990
- Urpo Häyrinen
- produktionsgruppen för Itämeri
- Erkki Kivalo för boken Taiteilija och hänen sairautensa
- Markku Löytönen
- Harri Saukkomaa
- Aino Suhola
- Irma Sulkunen för boken Naisen kutsumus
- TV2:s redaktion för Datuminen kakkonen
- Erik Wahlström
- Ville Zilliacus för boken Vanha rakas Eurooppa

1991
Kalervo Palsa fick ett särskilt omnämnande. De andra pristagarna var:
- Sinikka Arteva
- Carl-Gustav Lilius
- Pertti Rajala
- Päivi Setälä
- Pekka Sjögren
- arbetslaget för boken Suomen päiväperhoset
- Antti Vahtera
- Jaana Venkula

1992
- Matti Eronen
- Tommi Hoikkala, Leena Kilpi och Jyrki Laine
- Markus Leikola
- tidskriften Ny Tids redaktion: Peter Lodenius, Tapani Ritamäki och Trygve Söderling
- Jorma Palo
- Terttu Petäjä
- Kristian Runeberg och Tutta Runeberg
- Juha Taskinen
- Anneli Kauppinen, Lasse Koskela, Anne-Maria Mikkola och Kaija Valkonen

1993
- Antti Alanen och Ilpo Pohjola
- Viking Brunell, Sven-Erik Hansen och Christer Lauren
- Leena Jäppinen, Seppo Lahtinen och Tuomo Pietiläinen
- Jukka Kukkonen, Tuomo-Juhani Vuorenmaa och Jorma Hinkka
- Bo Lönnqvist
- Pekka Matilainen
- Reijo Nikkilä och Ilona Laurikainen
- Juha Siltala
- Erik Wahlström, Tapio Reinikainen, Eeva-Liisa Hallanaro och Jyrki Heimonen
- Rauli Virtanen

1994
- Kari Cantell
- Timo-Erkki Heino
- Paula Moilanen
- Kimmo Pietiläinen
- Panu Rajala
- Helena Sahavirta
- Juhani Westman
- Gun de la Chapelle, Katja Hagelstam och Bo Lönnqvist
- Seppo Roth, Antero Korhonen och Matti Kuusela
- Leena Reiman och Anita von Wright

1995
- Kari Enqvist och Jukka Maalampi
- Heikki Kirkinen, Pekka Nevalainen och Hannes Sihvo
- Tarja Heiskanen, Marjatta Jacobsson, Pirkko Lahti, Merja Munnukka-Dahlqvist och Liisa Palm
- Tuula-Liina Varis
- tidskriften Hiidenkivis redaktion Heikki Ylikangas, Esko Koivusalo, Hilkka Vallisaari och Elina Grundström
- Renny Jokelin
- Hannu Taanila
- Stefan Randström, Chri Åhman, Mikaela Weurlander, Erkki Andelin och Johan Eriksson
- Pekka Himanen och Esa Siljanmäki
- Rauno Endén

1996
- Carl-Adam Haegström, Tapio Heikkilä, Seppo Vuokko och Jorma Peiponen för boken Toukohärkä ja kultasiipi; niityt ja niiden hoito
- Hannele Koivunen för boken Madonna ja huora
- Jari Sinkkonen för boken Lapsen kanssa hyvinä ja pahoina päivinä
- Heikki Kuutti
- Risto Hietanen
- Hannu Karisto
- Juhani Simonen, Riitta Launis, Pihla Muhonen och Marjaleena Lampela
- Lauri Saxén och Jan Rydman
- Erkki Lounasvuori, Jyrki Kuoppala och Mikael Böök
- Jouni Issakainen, Eija Lehmuskallio, Petri Piippo och Jouko Lehmuskallio

1997
- Eeva Jokinen för boken Väsynyt äiti
- Hannu Karttunen för boken Vanhin tiede
- Mika Pantzar för boken Kuinka teknologia kesytetään
- Maija Baric, Kristiina Louhi och Anna-Leena Välimäki för verket Nukketeatteria!
- Mikko Pöllänen, Jari Kontiokorpi, Olli-Pekka Pietiläinen och Esko Veijalainen
- Tuija Laine, Sirkka Havu, Anna Perälä, Rainer Knapas och Liisi Huhtala
- Markku Heikkilä
- Tarja Tallqvist
- Pirkko Vallinoja
- Jouko Koskinen och Mikko Myllykoski

1998
Hannu Reime tilldelades ett specialpris för information. De andra pristagarna var:
- Linda Jakobson
- arbetslaget Pauli Annala, David Flood, Jussi Hanska, Timo Jousivuo, Christian Krözl, Maiju Lehmijoki, Tuomas M. S. Lehtonen, Päivi Mehtonen, Virpi Mäkinen, Antti Ruotsala och Päivi Salmesvuori
- Eero Kiviniemi
- Elina Nummi
- Arne Rousi för boken Auringonkukasta viiniköynnökseen

1999
- Yrjö Kaukiainen
- Martti Kortteinen och Hannu Tuomikoski
- Raimo Lehti, för verket Lumihiutaleet ja maailmankuvat
- Seppo Bruun, Jukka Lindfors, Santtu Luopio och Markku Salo
- Veikko Erkkilä och Risto Arkimies

### 2000-talet
2000
- Seppo Laurell, Sakke Yrjölä, Jarmo Koistinen och Pekka Väisänen
- Heikki Oja
- Yrjö Varpio, Liisi Huhtala, Lea Rojola, Pertti Lassila, Lasse Koskela och Päivi Vallisaari
- Katri Merikallio (tidigare Himma)
- Raisa Rauhamaa och Marketta Mattila

2001
- Jacob Söderman
- Johan Wrede, Clas Zilliacus, Rainer Knapas, Michel Ekman och Peter Sandberg
- Paavo Castrén och Leena Pietilä-Castrén
- Tiina Holmberg, Saata Laiho, Johanna Moisio och Petteri Sveins
- Antti Reinikainen, Raisa Mäkipää, Ilkka Vanha-Majamaa, Jukka-Pekka Hotakainen och Erkki Tomppo
- Reijo Nikkilä, Dmitri Frolov och Teuvo Alava
- Peik Johansson, Teemu Matinpuro, Tuomas Rantanen, Iiro Törmä, Timo Forss och Susanna Kuparinen

2002
Livsverkspriserna tilldelades Kaari Utrio och Max Jakobson. De andra pristagarna var:
- Riitta Konttinen
- Syöpäsairaiden lasten vanhemmat, Sylva ry
- Rauno Tirri, Juhani Lehtonen (avliden), Risto Lemmetyinen, Seppo Pihakaski och Petter Portin
- Anna-Maria Åström, Bo Lönnqvist och Yrsa Lindqvist
- Marja-Leena Tuisku
- Iikka Vehkalahti

2003
Livsverkspriset tilldelades Hannu Taanilalle. De andra pristagarna var:
- Päivi Istala
- YLE Teemas kulturredaktion Marika Kecskémeti, J. P. Pulkkinen, Atro Lahtela och Marjaana Mykkänen
- arbetslaget bakom YLE:s program Uutisjuttu Tiina Jensen, Kirsti Kurkela och Risto Kuusisto, Raili Löyttyniemi och Nina Simonen samt Susanna Pulliainen och Mira Ranta
- Anssi Miettinen och Tuomo Pietiläinen
- Sami Karjalainen
- Jorma Tuomi-Nikula och Päivi Tuomi-Nikula
- Matti Vainio

2004
Livsverkspriset tilldelades Eino Heikkinen. De andra pristagarna var:
- Kari Enqvist
- Olli Marttila
- Tuomo Polvinen
- Agneta Rahikainen
- Christina Salmivalli
- Vesa Toijonen, Mikko Valtasaari, Pertti Pesonen, Sirpa Liponen och Liisa Hämäläinen från YLE:s dokumentärprogramprogram
- Matti Härkälä

2005
Livsverkspriset tilldelades Kari Uusikylä. De andra pristagarna var:
- Kaisa Häkkinen för verket 'Linnun nimi
- Jaakko Hämeen-Anttila
- Ville Lukkarinen och Annika Waenerberg
- Heikki Hyvärinen, Mervi Kunnasranta, Petteri Nieminen och Juha Taskinen
- Alex Nieminen, Petri Ahoniemi, Janne Miikkulainen, Matti Anttila, Sami Köykkä, Mimmu Pekkanen och Kalle Valkama
- arbetslaget för YLE:s program Akuutti Karin Mariola, Sari Kostet-Kärkkäinen, Anu-Maija Kärjä, Pasi Punkari, Sirpa Harjuvaara, Jani Honkakoski, Tapio Turpeinen och Mervi Koivula
- Elina Grundström

2006
Livsverkspriset tilldelades journalisten och regissören Lisa Hovinheimo. De andra pristagarna var:
- journalisten Maila-Katriina Tuominen
- käsikirjoittaja, ohjaaja Kirsti Tulonen-Seppänen
- professor Laura Kolbe sekä toimituspäällikkö Tuula Kousa, filosofie doktor Nils Erik Forsgård, filosofie doktor Timo Joutsivuo, filosofie doktor Anja Kervanto-Nevanlinna, FL Rainer Knapas, filosofie doktor, docent Tuomas M. S. Lehtonen, VTM Pasi Mäenpää, MA Jukka Relander, filosofie doktor, docent Kirsi Saarikangas och FL Minna Sarantola-Weiss
- professor Ulla-Maija Kulonen, forskaren Irja Seurujärvi-Kari och forskaren Risto Pulkkinen
- fackboksförfattaren, förlagsredaktören Markus Hotakainen
- yli-intendentti Henry Väre, FL, museonhoitaja Tauno Ulvinen, FL, rehtori Erkki Vilpa och FK, preparaattori Lassi Kalleinen
- professor Henry Bacon

2007
Livsverkspriserna gick till professor Peter von Bagh och professor emeritus Matti Klinge. De andra pristagarna var:
- redaktör Torsten Ekman
- forskare Riina Jalonen, akademiprofessor Ilkka Hanski, universitetslektor Timo Kuuluvainen, professor Eero Nikinmaa, professor Paavo Pelkonen, professor Pasi Puttonen, forskare Kaisa Raitio och professor Olli Tahvonen
- redaktör Kati Juurus, fotograf Marco Hyvärinen och redaktör Minna Nuotio
- professor Jukka Maalampi
- chefredaktör Reijo Perälä, producent-redaktör Seija Aunila, producent-redaktör Rita Landström, redaktör Jukka Lindfors, redaktör Paavo Rytsä, arkivredaktör Seija de Rybel, redaktör Charlotta Hedman och publiceringsutvecklare Hannu Sola
- filosofie doktor Sirkka-Liisa Ranta

2008
Livsverkspriset gick till Juha Nurminen. Övriga pristagare:
- Helsingfors stads internationella kulturcentrum Caisa: chef Johanna Maula, ställföreträdande chef Ahmed Akar, kulturproducent Kitari Mayele, kulturproducent Alina Ciesla, kulturproducent Ogechukwu Eneh, kulturproducent Lilian Neo, kulturproducent Azra Dzaferovic-Lika, datorsystemskonstruktör Edmon Dolaian, nättjänstskonstruktör Katja Kaila, nättjänstskonstruktör Elina Huhta, informatör Martta Louekari och scenograf och kostymör Faruk Lika
- journalisten Eeva Luotonen
- professor Max Engman
- filosofie doktor Lena Huldén
- professor Pentti Huovinen och kuvittaja Irmeli Matilainen
- psykologian tohtori Eija Palosaari
- professor Esko Valtaoja

2009
Livsverkspriset tilldelades akateemikko Olli Lehto. De andra pristagarna var:
- krispsykologi, docent Salli Saari
- professor, redaktionsrådets ordförande Maija Aksela och arbetslaget bestående chefredaktören Jenni Västinsalo, chefredaktören Veli-Matti Vesterinen, webbredaktör Venla Sandgren och redaktionssekreteraren Suvi Korhonen
- chefredaktören Antti-Pekka Pietilä
- vetenskapsjournalisten filosofie doktor Katja Bargum och professor Hanna Kokko
- danskonstnären koreografen Reijo Kela, journalisten Hannele Jyrkkä, författaren Jalo Heikkinen, professor Heikki Laitinen, bildkonstnären Erkki Pirtola och forskaren Tiina Suhonen
- forskningschefen, filosofie doktor, chefredaktören Heikki Nevanlinna och redaktionen filosofie doktor Mikko Alestalo, filosofie doktor Raino Heino, filosofie doktor Kirsti Jylhä, filosofie doktor Veli-Matti Kerminen, filosofie kandidat Tuomas Laurila, filosofie magister Anneli Nordlund, filosofie doktor Kimmo Ruosteenoja, filosofie doktor Heikki Tuomenvirta, filosofie doktor Ari Venäläinen och filosofie doktor Timo Vihma
- verksamhetsledaren Ulla Piela, professor Seppo Knuuttila, professor Pekka Laaksonen, förlagsjournalisten Kati Lampela och grafiska designern Markus Itkonen

### 2010-talet
2010
Livsverkspriset tilldelades arkitekt Panu Kaila. De andra pristagarna var:
- konstmålaren Tom Björklund och filosofie kandidat Seppo Vuokko
- professor Sirkka-Liisa Kivelä
- journalisten Anna-Lena Laurén
- professor (emeritus) Ismo Lindell
- verkställande direktören Pekka Mustonen, professor Pertti Mustajoki och professor Matti Hannuksela (Terveyskirjasto.fi)
- journalisten Jake Nyman
- filosofie doktor Mikko Ylikangas

2011
Livsverkspriser tilldelades arkitekt Teuvo Peltoniemi för sitt informationsarbete om hälsovården och sociala omsorgen  och Lea Pulkkinen för sitt informationsarbete om psykologisk forskning. De andra pristagarna var:

- Timo-Erkki Heino för en dokumentär om ekonomisk politik
- Petri Keto-Tokoi och Timo Kuuluvainen för boken Suomalainen aarniometsä
- Lasse J. Laine och Iiris Kalliola för boken Suomen lasten luontokirja
- Jari Mäkinen för Avaruuslentäjän käsikirja - Astronautiikan aakkoset och för sitt mångsidiga arbete som vetenskapsjournalist
- Joonas Neuvonen, Sadri Cetinkaya, Venla Varha, Oskari Huttu och Jesse Fryckman för dokumentären Reindeerspotting - Escape from Christmas
- Hanna Nikkanen för sin undersökande journalistik, särskilt boken  Viaton imperiumi
- Teemu  Keskisarja för boken Vihreän kullan kirous - G. A. Serlachiuksen elämä ja afäärit
- Mika Vanhanen för skapandet och förvaltandet av nätskolan för Environment online hållbar utveckling

2012
Livsverkspriser tilldelades fotografen Hannu Hautala för sin naturfotografiska böcker och professor Markku Kuisma för att ha åskådliggjort den ekonomisk-historiska forskningen. De andra pristagarna var:
- Tommi Hakko och Riika Nikkarinen för dokumentärserien Hulluuden historia
- Jani Kaaro och Väinö Heinonen för verket Evoluutio
- Eija Lehmuskallio och Jouko Lehmuskallio för nättjänsten LuontoPortti
- Magnus Londen för mångsidig och innovativ journalistik
- Ilkka Malmberg pitkäjännitteisestä och paneutuvasta journalismista
- Tuomas Milonoff och Riku Rantala för att ha intresserat ungdomen för geografi och kännedom om världen
- Jari Niemelä, Eeva Furman, Antti Halkka, Eeva-Liisa Hallanaro och Sanna Sorvari för verket Ihminen ja ympäristö
- Kaj Öhrnberg, Patricia Berg och Sofia Häggman för att strukturerat forskningsresande Georg August Wallins akrkiv och för att ha publicerat material om hans livsverk

2013
Livsverkspriser tilldelades psykiatern professor Matti O. Huttunen för sitt arbete med att berätta om psykiatrin och författaren och konstnären Mauri Kunnas för att sina barnböcker baserade på fakta. De andra pristagarna var:
- professor Arto Mustajoki för verket Kevyt kosketus venäjän kieleen
- docenten i Finlands och Skandinaviens historia Panu Pulma, filosofie magister Tuula Rekola, filosofie doktor Miika Tervonen, filosofie doktor Risto Blomster, samhällsvetenskaplig magister Sarita Friman-Korpela och docent, filosofie doktor Anna Maria Viljanen för verket Suomen romanien historia
- historieforskaren filosofie doktor Mirkka Lappalainen för verket Jumalan vihan ruoska. Suuri nälänhätä Suomessa 1695–1697
- journalisten Jaana Kanninen för rapporter om klimatförändringar
- professor, politices doktor Sixten Korkman för spridande av kunskap inom ekonomisk politik och vetenskap
- fotografen Markku Saiha för verket Luontokuvauksen käsikirja

2014
Livsverkspriset gick till professor Heikki Ylikangas. Andra pristagare:
- professor Tapio Markkanen, professor Heikki Oja och professor Per-Edvin Persson för att ha grundat och etablerat Tiedekeskus Heurekan som ett viktigt centrum för att visa vetenskapen
- journalisten Pasi Heikura, journalisten Kaisa Pulakka och producenten Pertti Ylikojola för radioprogrammet Aristoteleen kantapää
- forskaren samhällsvetenskaplig doktor Johanna Hurtig för verket Taivaan taimet. Uskonnollinen yhteisöllisyys ja väkivalta
- professor Eero Hyvönen för utvecklingen av den finska semantiska webben
- ingenjören och forskaren Jan Kåhre och illustratören Nora Kitinmäki för verket Detta är en bok! För smarta barn som vill veta mer än pappa om böcker
- biologen Mervi Laaksonen för verket Susi
- journalisten Sami Sillanpää för verket Kiinalainen rakkaustarina. Kahden toisinajattelijan elämä salaisen poliisin varjossa

2015
Livsverkspriser tilldelades kulturforskaren Markku Nieminen för att bevarat och spridit information om Kalevala och förläggaren Kimmo Pietiläinen för översättning av vetenskaplig litteratur till finska. Andra pristagare:
- författare Tuula Korolainen, författare Riitta Tulusto och kuvittaja Maija Hurme för verket Lasten oma vuosikirja
- Taina Kuuskorpi och mediaforskaren Juho Heikkinen för verket Psykologiset testit ja testaukset. Tosiasiat, uskomukset ja pelot
- professor Henrik Lilius och filosofie magister Pekka Kärki och arbetslaget bestående av filosofie doktor, docent Janne Harjula, filosofie licentiat Marja Terttu Knapas, filosofie licentiat, filosofie doktor h.c. Rainer Knapas, generaldirektör filosofie doktor Juhani Kostet, överintendenten Marianna Niukkanen, forskaren Lauri Putkonen, filosofie doktor Liisa Seppänen, specialforskaren Jarkko Sinisalo, arkeologen Mervi Suhonen och professor Kirsi Vainio-Korhonen för verket Suomen kaupunkirakentamisen historia I ja II
- författaren Tiina Raevaara för vetenskapsjournalistik i olika medier
- författaren filosofie kandidat Juha Vakkuri för spridning av information om  Afrika och trilogin Afrikan poikki, Afrikan ympäri och Afrikan sydämeen
- journalisten Marjo Vilkko och arbetslaget bestående av regissören Lilli Riihiranta, regissören, vastaava tuottaja Antti Seppänen och fackboksförfattare, medicine licentiat Juhani Seppänen för verket ja televisionserien Suomi on ruotsalainen

2016
Livsverkspriset fick filosofie magister teaterregissören och grundaren av Radioateljee Harri Huhtamäki. Andra pristagare:
- arkeologen och fackboksförfattare Ilari Aalto och artesaani Elina Helkala för verket Matkaopas keskiajan Suomeen
- överläkaren docent Peter J. Boström för verket Eturauhasen sairaudet – Ennaltaehkäisy, tutkimukset ja hoito
- professor Heikki Hiilamo för verket Hyvinvoinnin vakuutusyhtiö – Mistä sote-uudistuksessa on kysymys?
- professor Pertti Saurola, intendenten Jari Valkama, filosofie magister William Velmala, akademiforskaren Aleksi Lehikoinen, ornitologen och fågelboksförfattaren docent Esa Lehikoinen, filosofie doktor och designern Markus Piha, skogsmästaren Petri Sola, illustratören Dick Forsman och grafiska formgivaren Harri Sulonen för verket Suomen rengastusatlas I–II
- filmregissören, manusförfattaren och författaren Ville Suhonen dokumentären Ompelijatar
- biologen, fackboksförfattaren Helena Telkänranta för verket Millaista on olla eläin?
- filosofie doktor Maria Vainio-Kurtakko, docent Henrika Tandefelt, filosofie doktor Elisabeth Stubb, designern Johan Kylander, datorsystemchefen Dennis Stolt, koordinatorn Tove Ørsted och digitaliseraren Tuuli Toivola för nättjänsten Albert Edelfelts brev (http://edelfelt.sls.fi)

2017
Livsverkspriserna gick till barnpsykiatern och specialistläkaren Raisa Cacciatore och konstpedagogen Marjatta Levanto. Andra pristagare:
- journalisten och fackboksförfattaren Heikki Aittokoski
- politices licentiat, naturvetenskaplig kandidat Mai Allo för verket Yhdessä ilmakehässä. Tieteen huipulle ydinturman jäljiltä
- professorn och överbibliotekarien Kai Ekholm, samhällsvetenskaplig magister Päivikki Karhula, politices magister historikern Tuomo Olkkonen och arkitekt Maara Kinnermä nätpublikationen Tiellä sananvapauteen. Suomalaisen sananvapauden ja sensuurin muistikirja (https://sananvapauteen.fi)
- agronomie och skoglig magister, fackboksförfattaren Eeva-Liisa Hallanaro, filosofie doktor, projektiledaren Saija Kuusela, filosofie doktor, enhetschefen Aino Juslén och filosofie magister, äldre forskaren Terhi Ryttäri för verket Metsän salainen elämä
- dokumentärfilmaren, journalisten Katri Koivula, poeten och översättaren Niillas Holmberg, programmeraren Samuli Kaipiainen, programmeraren Mikko Leino och illustratören Lille Santanen verkkopalvelusta Sano se saameksi. Suomi–pohjoissaame-fraasisanakirja  (http://sanosesaameksi.yle.fi)
- Docent Oula Silvennoinen, docent Marko Tikka och filosofie doktor Aapo Roselius för verket Suomalaiset fasistit. Mustan sarastuksen airuet

2018
Livsverkspriset tilldelades professorn i språkvetenskap Kaisa Häkkinen för sitt arbete om ordförrådet. Andra pristagare:
- psykologi Perttu Immonen, Suomen rahvaan historia
- professorn i näringsvetenskap Mikael Fogelholm
- vetenskapsjournalisten, diplomiingenjören Sisko Loikkanen
- författaren och bibliotekarien Kari Vaijärvi
- professorn i astronomi Heikki Oja
- filosofie magister och redaktionschef Joonas Pörsti
- arbetslaget bakom verket om klimatförändringen Hyvän sään aikana – Mitä Suomi tekee, kun ilmasto muuttaa kaiken

2019
Livsverkspriset tilldelades professor Pertti Mustajoki för upplysning kring hälsovetenskap och livsstilsval. Andra pristagare:
- producenten Maiju Ristkari, intendenten Nina Suni och fotografen Vesa Tyni för det mångsidiga projektet Sukupuolena ihminen
- växtarkeologen och biologen filosofie doktor Teija Alanko för verket Malva ja mulperi. Poimintoja entisajan puutarhoista
- politices doktor, professor emeritus Seppo Hentilä för verket Pitkät varjot. Muistamisen historia ja politiikka
- forskaren, ekologen Katariina E. M. Vuorinen (pseudonymen Maria Katajavuori) för verket Kuoleman ja elämän kysymys. Miten yksilöt, lajit ja yhteiskunnat altistavat itsensä tuholle
- sociologen samhällsvetenskaplig doktor Anna Kontula för verket Eduskunta. Ystäviä ja vihamiehiä
- journalisten Kimmo Oksanen och fotografen Heidi Piiroinen för verket Ohikuljetut. Erään kerjäläisperheen tarina
- vetenskapsjournalisten Marcus Rosenlund för verket Väder som förändrade världen (Sää joka muutti maailmaa).

### 2020-talet
2020
Livsverkspriset tilldelades Risto Isomäki för sitt arbete med att försvara landets, havets och luftens framtid. Andra pristagare:
- nätpublikationen Long Play
- dokumentärregissören, producenten och forskaren Jouko Aaltonen och docenten i allmän historia Seppo Sivonen för verket Orjia ja isäntiä : ruotsalais-suomalainen siirtomaaherruus Karibialla
- producenten och journalisten Fanny Fröman Lasten uutiset i Helsingin Sanomat
- forskningsinformationschefen Anna-Kaisa Hiltunen för verket Euroopan porteilla : turvapaikkapolitiikan vaikeat vaiheet
- journalisten och författare Juha Kauppinen för verket Monimuotoisuus : kertomuksia katoamisista
- havsforskaren och fackboksförfattaren Kai Myrberg och professor emeritus och fackboksförfattaren Matti Leppäranta för verket Itämeri ja ihminen
- rap-artisten Paleface och författaren Esa Salminen för verket Kolmetoista kertaa kovempi : räppärin käsikirja